# Chicago, Milwaukee, St. Paul and Pacific Railroad

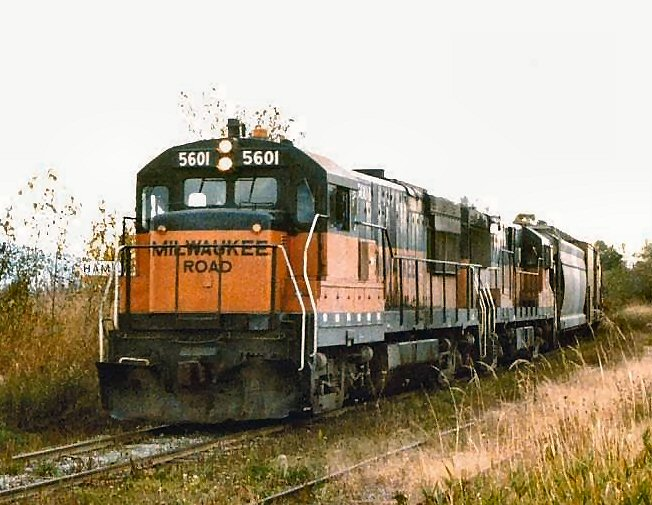
La locomotive GE U30B n°5601 du Milwaukee Road en 1979.

La Chicago, Milwaukee, St. Paul and Pacific Railroad (CMSP&P RR), (sigle de l'AAR:MILW), était un ancien chemin de fer américain de classe I qui opérait dans le Midwest et le Nord-ouest des États-Unis dès 1847 jusqu'à son rachat par la Soo Line le 1er janvier 1986.  La compagnie connut diverses dénominations et dut faire face à plusieurs périodes de faillite. Bien que cette compagnie n'existe plus comme entité indépendante, elle est toujours commémorée par certains bâtiments comme le historic Milwaukee Road Depot à Minneapolis (Minnesota) et par du matériel roulant que des passionnés maintiennent en état de marche comme la locomotive à vapeur Milwaukee Road 261.

## Histoire

### Les origines
Le Milwaukee Road apparut pour la première fois sous le nom de Milwaukee and Waukesha Railroad en 1847, mais changea rapidement de nom pour devenir le Milwaukee and Mississippi (M&M). Le premier train de fret circula 3 ans plus tard entre Milwaukee et Wauwatosa, Wisconsin, tandis que le premier train de voyageurs s'élança le 25 février 1851. À la suite de la panique financière de 1857, le M&M fut placé en redressement judiciaire en 1859, et finit par être racheté par le Milwaukee and Prairie du Chien en 1861. En 1867, Alexander Mitchell réunit le Milwaukee & Prairie du Chien avec le Milwaukee and St. Paul (anciennement LaCrosse and Milwaukee) sous le nom de Milwaukee and St. Paul. L'acquisition d'importantes concessions de terres furent essentielles pour le développement et le financement du chemin de fer. D'éminents investisseurs individuels incluaient Alexander Mitchell, Russell Sage, Jeremiah Milbank et William Rockefeller. 
En 1874, le nom fut transformé en Chicago, Milwaukee, and St. Paul. Dès 1887, le Milwaukee avaient des lignes qui traversaient le Wisconsin, le Minnesota, l'Iowa, le Dakota du Sud, et la Péninsule supérieure du Michigan.
Au cours des années 1889 et 1890, le siège social fut déplacé de Milwaukee à Chicago dans le Rand McNally Building, premier gratte-ciel américain entièrement construit en poutrelles d'acier ; par contre les ateliers concernant les locomotives et les wagons restèrent à Milwaukee. Les bureaux généraux de la compagnie furent localisés plus tard dans le Railway Exchange building de Chicago (édifié en 1904) jusqu'en 1924, avant d'être déménagés vers la Chicago Union Station.

### L'expansion

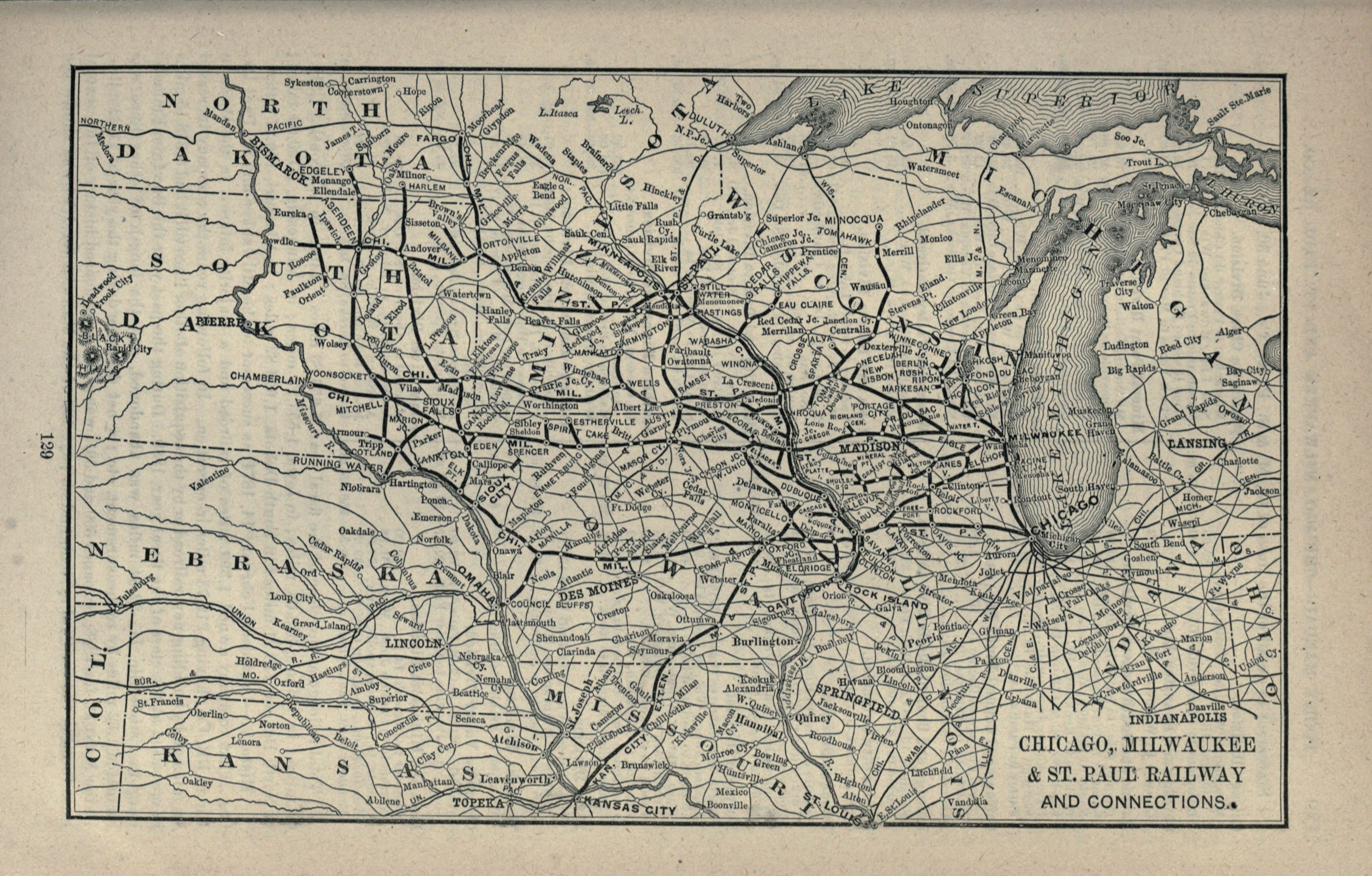
Réseau Chicago, Milwaukee and St. Paul Railway en 1891

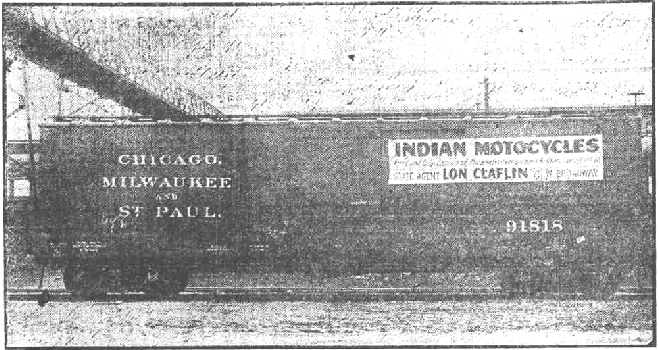
Wagon de la ligne, transportant des motocyclettes Indian en 1913

Dans les années 1890, les dirigeants du Milwaukee ressentaient la nécessité d'étendre le réseau vers le Pacifique afin de rester compétitif vis-à-vis des autres chemins de fer. Une étude en 1901, estimait que le coût de construction vers la côte nord-ouest du Pacifique s'élevait à 45 millions de dollars. En 1905, le conseil d'administration approuva l'extension vers le Pacifique estimée désormais à 60 millions de dollars. La réalisation fut confiée à une filiale du Milwaukee baptisée Chicago, Milwaukee and Puget Sound Railway, et le contrat pour une grande partie de cette route fut attribuée à Horace Chapin Henry de Seattle. La construction débuta en 1906 et fut achevée en 1909. La route choisie avait 29 km de moins que celle de son concurrent le plus direct, et ses rampes étaient meilleures. C'était une route coûteuse, et bien qu'il reçut l'octroi de quelques terres, il dut acheter la plupart des terrains ou acquérir des chemins de fer plus petits. De plus il dut traverser cinq chaînes de montagnes (Saddles, Belts, Rockies, Cascade Range et Bitterroot Range) nécessitant d'importants travaux de génie civil ainsi que la mobilisation de nombreuses locomotives. L'achèvement de 3 680 km de voie en seulement 3 ans était une prouesse majeure. Certains historiens s'interrogent sur le choix de la route puisqu'elle évitait des zones de population et qu'elle traversait des régions à faible potentiel de trafic. La majeure partie de la ligne était parallèle à celle du Northern Pacific Railroad. C'était principalement une route de long parcours.

### L'électrification
Le Milwaukee réalisa rapidement que l'exploitation de locomotives à vapeur pour franchir les cols montagneux était difficile, avec des températures hivernales pouvant atteindre -40 °C. L'électrification semblait être la réponse, particulièrement à cause de l'abondance de l'énergie hydroélectrique dans les montagnes et de mines de cuivre directement exploitables à Anaconda, Montana. En 1914, l'électrification débuta entre Harlowton, Montana et Avery (Idaho). Le premier train électrique circula en 1915 entre Three Forks, Montana et Deer Lodge, Montana. L'alimentation se faisait par caténaire avec un courant de 3000 volts en continu. En 1917, la direction approuva la construction d'un district électrifié séparé, entre Othello, Washington et Tacoma, Washington; il fut prolongé jusqu'à Seattle en 1927. Les deux districts électrifiés ne furent jamais reliés, mais ils représentaient un total de 1 056 km de voies, faisant de cette compagnie le plus grand chemin de fer électrifié des États-Unis. L'électrification fut un succès tant au niveau de l'ingénierie que de la fonctionnalité, mais les coûts de construction et d'électrification de l'extension Puget Sound se montèrent à 257 millions de dollars au lieu des 45 initialement budgétisés pour atteindre le Pacifique.

### Les dettes et la Grande Dépression
Le poids de la dette et la diminution des revenus menèrent le Milwaukee à la banqueroute en 1925. Il se réorganisa en Chicago, Milwaukee St Paul and Pacific Railroad en 1927, et adopta de façon officielle le nom The Milwaukee Road. Cette même année la compagnie lança sa seconde édition de l'Olympian, comme premier train de luxe pour passager, et ouvrit son premier hôtel touristique, le Gallatin Gateway Inn dans le Montana.
La compagnie voulait faire son possible pour ce nouveau départ, mais la Grande Dépression arriva. En dépit d'innovations telle que le fameux Hiawatha, train à grande vitesse qui dépassait les 160 km/h, la compagnie fit à nouveau faillite en 1935. Le Milwaukee fut placé sous tutelle jusqu'au 1er décembre 1945.

### L'après-guerre
Un succès relatif fut observé après la guerre. Le chemin de fer fut converti au diesel dans le milieu des années 1950, remplaçant la plupart de ses locomotives à vapeur en 1955, et retirant la dernière en 1957. D'autres modernisations inclurent les dépôts de fret.
En accord avec l'Union Pacific Railroad, le Milwaukee se chargea de l'exploitation des trains de voyageurs du Chicago and North Western Railway comprenant les Streamliners de type "Cities" comme le City of Los Angeles, le City of San Francisco, le City of Denver ou le City of Portland, mais aussi le Challenger.

### Les années 1960
L'industrie ferroviaire dans son ensemble commença à décliner à la fin des années 1950 et durant toutes les années 1960; mais le Milwaukee fut particulièrement frappé. Le Midwest était parcouru par une pléthore de routes en compétition, ainsi que par des routes transcontinentales vers le Pacifique. Le premier streamliner transcontinental, appelé Olympian Hiawatha, fut arrêté en 1961 en dépit de ses innovantes voitures panoramiques. Ce fut la première conséquence visible.
La démission du président John P. Kiley en 1957 et son remplacement par un homme inexpérimenté, William John Quinn, constitua une période charnière pour la compagnie. Il fut décidé qu'à l'avenir seule une fusion pourrait résoudre les problèmes du Milwaukee. Mais les fusions entre chemins de fer devaient être approuvées par l'Interstate Commerce Commission (ICC). Et en 1969, l'ICC bloqua effectivement la demande de fusion avec le Chicago and North Western Railway, projet que le Milwaukee Road planifiait depuis 1964. Par contre le projet de fusion des "Hill Lines" regroupant le Northern Pacific Railway, le Great Northern Railway et le Chicago, Burlington and Quincy Railroad, fut accordé peu de temps après, permettant la création du Burlington Northern Railroad (BN) le 3 mars 1970, et dont le nouveau réseau entourait complètement le Milwaukee.

### Le début des années 1970

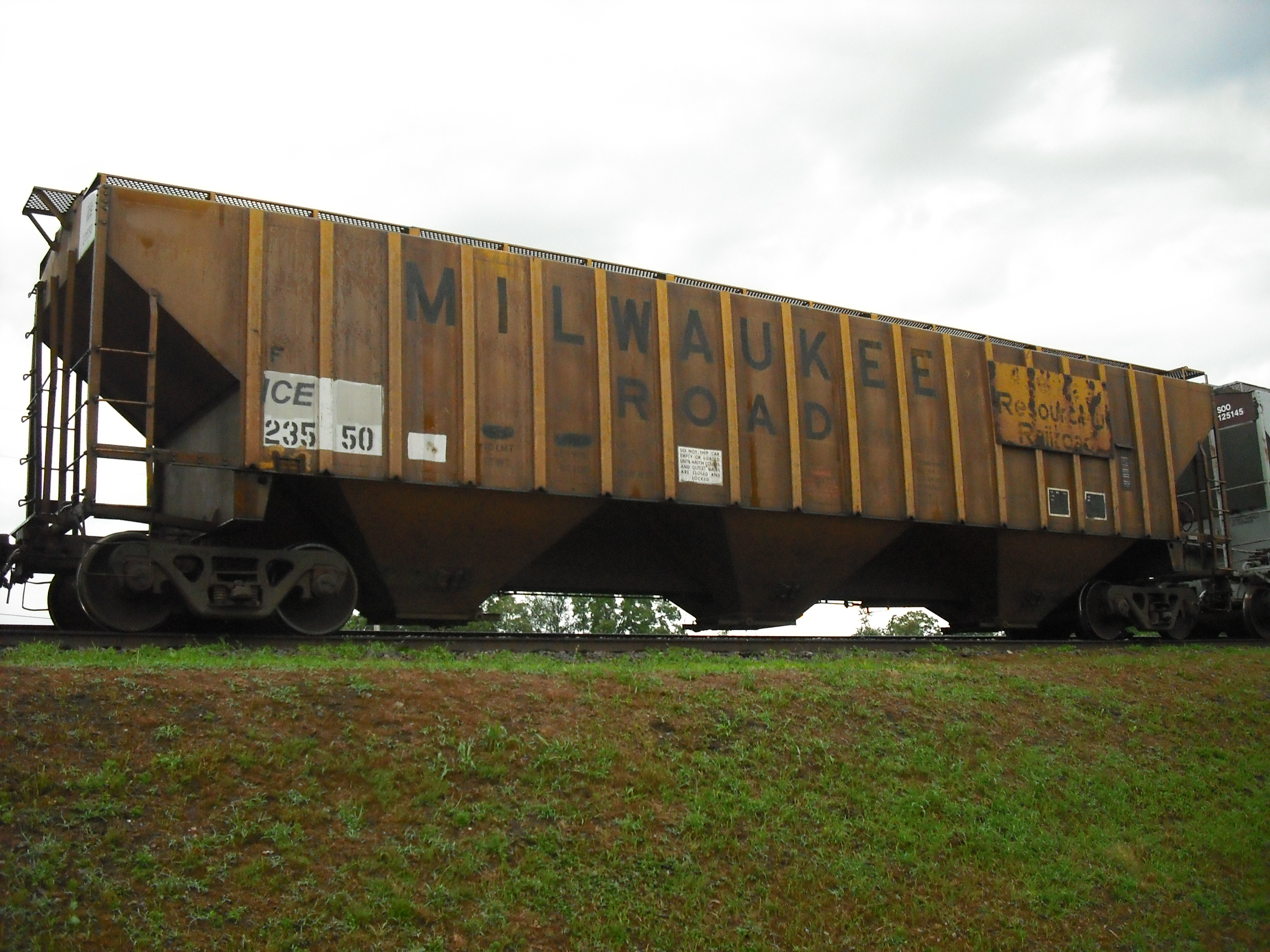
Wagon-trémie couvert du Milwaukee Road

Presque immédiatement après la fusion du BN, les propriétaires du Chicago and North Western proposèrent de vendre la compagnie au Milwaukee. La direction du Milwaukee rejeta l'offre, car bien que ce projet fût désiré lors de la précédente décennie, il fallait désormais une fusion avec un gros réseau pour espérer sauver la compagnie. Rapidement après, le Milwaukee adressa une requête auprès de l'ICC pour être inclus dans la fusion de l'Union Pacific avec le Chicago, Rock Island and Pacific Railroad. Mais cela ne fut pas retenu ; et le Milwaukee se tourna vers d'autres fusions toujours sans succès. Heureusement pour le Milwaukee, la fusion du BN nécessita d'ouvrir davantage le marché à la concurrence, et entre 1971 et 1973, le trafic du Milwaukee sur son extension Pacifique augmenta, ainsi que celui sur ses lignes du Midwest.
Mais la maintenance du matériel, différée durant les années 1960 afin d'améliorer l'apparence financière de la compagnie en vue d'une fusion, commença à poser des problèmes. Les soucis financiers furent exacerbés par le fait que la compagnie, afin d'améliorer sa rentabilité, vendit tous ses propres wagons à des institutions financières pour les louer ensuite. Les charges locatives, devenant de plus en plus lourdes, obligèrent à vendre de plus en plus de wagons. La flotte commença à vieillir car la compagnie dépensait plus d'argent pour ses règlements financiers que pour acheter de nouveaux wagons. Ce manque de wagons contribua à réduire le volume de ses acheminements.

### La des-électrification
En février 1973, et contre l'avis d'études conduites par la compagnie et des groupes indépendants, le Milwaukee décida de supprimer ses lignes électriques. Le conseil d'administration considérait que les lignes électrifiées constituaient un obstacle à une fusion et aux plans de consolidations, et que l'argent utilisé pour sa maintenance serait mieux utilisé ailleurs. Le cours du cuivre actuellement élevé, et les 10 millions de dollars estimés pour la vente des caténaires en cuivre, confortèrent cette décision. Des enquêtes avaient montré qu'un investissement de 39 millions de dollars aurait permis de réunir les deux districts électrifiés, d'acheter de nouvelles locomotives, et de moderniser l'équipement électrique sur toute la ligne. De plus, les locomotives diesels ainsi libérées auraient été utilisées ailleurs, réduisant ainsi l'achat de nouvelles machines, et ramenant le coût final de ce plan à 18 millions de dollars. General Electric proposa même de garantir le financement. Rejetant cela, le Milwaukee démantela son électrification juste avant la survenue du choc pétrolier de 1973. En 1974, les locomotives diesels avaient un coût d'exploitation deux fois plus élevé que celui des machines électriques qu'elles remplaçaient. Pire encore, la compagnie dut dépenser 39 millions de dollars, autant que le plan de revitalisation sponsorisé par GE, pour acheter des locomotives diesels en remplacement des locomotives électriques, et ne reçut que 5 millions de dollars pour la vente du cuivre à la suite de l'effondrement des cours. Quant à la voie, elle était très mal entretenue et nécessitait un renouvellement, mais elle ne fut jamais touchée.

### Le déclin et la banqueroute
Le démantèlement des lignes électrifiées signa le début du déclin. En 1977, la plupart de la ligne Pacific Extension ne recevait plus qu'un faible trafic à cause de l'état de la voie, et le temps de transit avait triplé. Les wagons qui nécessitaient des réparations étaient mis sur la touche faute d'argent, et les locomotives qui devaient subir une révision majeure étaient remisées. Le Milwaukee Road fit banqueroute pour la troisième fois le 19 décembre 1977. La banqueroute eut pour conséquences l'abandon complet de la Pacific Extension en 1980, et la restructuration du Milwaukee en un simple petit réseau régional.

### Un réseau régional de 1981 à 1985
Mais le Milwaukee Road, Inc. (alias "Milwaukee II") ne se révéla pas plus profitable que l'ancien et perdait de l'argent tous les ans. La compétition exercée par d'autres compagnies plus importantes pour gagner le contrôle de la région des Grands Lacs, déclencha en 1984, une guerre des enchères entre le Chicago and North Western Railway et le Soo Line Railroad. Le Milwaukee fut racheté par le Soo Line Railroad le 21 février 1985, et il cessa d'exister le 1er janvier 1986. En 2007, on pouvait encore voir quelques locomotives avec la livrée Milwaukee mais sans le logo Milwaukee Road.

## Les trains de voyageurs
Le Milwaukee Road commercialisa de façon agressive ses trains de voyageurs tout au long de son histoire, maintenant un service de haute qualité jusqu'à la fin de l'exploitation privée des trains de voyageurs sur le territoire américain en 1971. Avec fierté, le Milwaukee proposait à la nation quelques-uns de ses trains les plus innovants avec des livrées très colorées. Les équipements de construction maison comptaient parmi les meilleurs jamais mis en circulation par une compagnie américaine. 
Ainsi les ateliers de Milwaukee Menomonee Valley sortirent entre autres les quatre générations de Hiawatha en 1933-34, 1935, 1937-38 et 1947-48. Parmi les réalisations les plus frappantes imaginées par le designer industriel Brooks Stevens, figuraient les voitures panoramiques en forme de queue de castor (beavertail observation cars) sorties dans les années 1930, puis les voitures avec niveau supérieur panoramique (Skytop Lounge observation car) apparues dans les années 1940. De nouvelles voitures dont le niveau supérieur faisait toute la longueur (Extended Skytop Lounge) furent également commandées à la Pullman Company pour l'Olympian Hiawatha en 1951. La rame Olympian Hiawatha fut vendue plus tard au Canadien National. 
Le Pioneer Limited du Milwaukee Road (un des premiers trains du pays à adopter un nom) et le très coloré Hiawatha, furent parmi les plus élégants streamliners des États-Unis. Le Hiawatha, sorti après la Seconde Guerre mondiale, allait rester emblématique du design industriel pour train de voyageur. 
Le Milwaukee exploitait les trains suivants : 
- Afternoon Hiawatha,
- The Arrow,
- Chippewa-Hiawatha,
- The Columbian,
- Copper Country Limited,
- Fast Mail,
- Midwest Hiawatha,
- Morning Hiawatha,
- North Woods Hiawatha,
- Olympian,
- Olympian Hiawatha,
- The Pioneer Limited,
- The Sioux,
- Southwest Limited,
- The Varsity.

La réputation du Milwaukee pour son service de haute qualité, fut la principale raison évoquée par l'Union Pacific pour transférer l'exploitation de ses streamliners dénommés "City" au Milwaukee Road. À partir de novembre 1955, le Milwaukee Road assuma l'exploitation des trains de l'Union Pacific suivants : 
- City of Los Angeles,
- City of Portland,
- City of Denver,
- les trains Challenger,
- sans oublier le City of San Francisco de l'Union Pacific / Southern Pacific.

Assumant le service voyageur de l'Union Pacific, le Milwaukee Road abandonna petit à petit ses livrées orange et marron au profit de celles du l'Union Pacific, jaune armour, gris et rouge, considérées comme plus faciles à maintenir propres.